# Papestra aperta
Papestra aperta är en fjärilsart som beskrevs av Charles Andreas Geyer 1827. Papestra aperta ingår i släktet Papestra och familjen nattflyn. Inga underarter finns listade i Catalogue of Life.